# Epepeotes pictus
Epepeotes pictus là một loài bọ cánh cứng trong họ Cerambycidae.